# Sites des Jeux olympiques d'été de 2008
Les Jeux olympiques d'été de 2008 à Pékin se sont déroulés entre le 8 et le 24 août 2008 sur 37 sites de compétition, dont certains construits pour l'occasion. 

## Nouveaux sites
| \| Stade national Palais national omnisports Centre national de natation Gymnase de l'Université · des Sciences et Technologies Vélodrome de Laoshan Palais omnisports de Wukesong \| Nouveaux sites |
| Stade national Palais national omnisports Centre national de natation Gymnase de l'Université · des Sciences et Technologies Vélodrome de Laoshan Palais omnisports de Wukesong                      |

| Site                                                          | Sport(s)                                                 | Capacité |
| ------------------------------------------------------------- | -------------------------------------------------------- | -------- |
| Stade olympique national                                      | Athlétisme, Football                                     | 91 000   |
| Centre national de natation                                   | Natation, Plongeon, Water polo, et Natation synchronisée | 17 000   |
| Palais national omnisports                                    | Gymnastique artistique, Trampoline et Handball           | 19 000   |
| Centre de tir de Pékin                                        | Tir                                                      | 9 000    |
| Palais omnisports de Wukesong                                 | Basket-ball                                              | 18 000   |
| Vélodrome de Laoshan                                          | Cyclisme sur piste                                       | 6 000    |
| Parc aquatique olympique de Shunyi                            | Aviron et Canoë-kayak                                    | 37 000   |
| Gymnase de l'Université de l'agriculture de Chine             | Lutte                                                    | 8 000    |
| Gymnase de l'Université de Pékin                              | Tennis de table                                          | 8 000    |
| Gymnase de l'Université des Sciences et Technologies de Pékin | Judo et Taekwondo                                        | 8 024    |
| Gymnase de l'Université polytechnique                         | Badminton et Gymnastique rythmique                       | 7 500    |
| Courts de tennis du Parc olympique                            | Tennis                                                   |          |
| Palais d'escrime                                              | Escrime et Pentathlon moderne (escrime)                  |          |

## Sites existants rénovés
| \| Stade du centre sportif olympique Stade des ouvriers Palais des sports des ouvriers Palais omnisports · de la capitale \| Sites existants |
| Stade du centre sportif olympique Stade des ouvriers Palais des sports des ouvriers Palais omnisports · de la capitale                       |

| Site                                                          | Sport(s)                                                   | Capacité |
| ------------------------------------------------------------- | ---------------------------------------------------------- | -------- |
| Stade du centre sportif olympique                             | Football, Pentathlon moderne (équitation et course à pied) | 40 000   |
| Gymnase du centre sportif olympique                           | Handball                                                   | 7 000    |
| Stade des ouvriers                                            | Football                                                   | 70 161   |
| Palais des sports des ouvriers                                | Boxe                                                       | 13 000   |
| Palais des sports de la capitale                              | Volley-ball                                                | 18 000   |
| Centre sportif de Fengtai                                     | Softball                                                   | 13 000   |
| Piscine olympique de Ying Tung                                | Water polo et Pentathlon moderne (natation)                |          |
| Terrain de VTT de Laoshan                                     | VTT                                                        | 2 000    |
| Gymnase de l'Université des sciences naturelles et appliquées | Volley-ball                                                |          |
| Gymnase de l'Université de l'aérospatiale                     | Haltérophilie                                              |          |

## Sites temporaires
| Site                                            | Sport                | Capacité |
| ----------------------------------------------- | -------------------- | -------- |
| Terrain de hockey du Parc olympique             | Hockey sur gazon     | 17 000   |
| Centre de tir à l'arc du Parc olympique         | Tir à l'arc          | 5 000    |
| Stade de baseball de Wukesong                   | Baseball             | 15 000   |
| Terrain de volleyball de plage du parc Chaoyang | Volley-ball de plage | 12 000   |
| Terrain de BMX de Laoshan                       | BMX                  |          |
| Stade de triathlon                              | Triathlon            |          |
| Vélodrome urbain sur route                      | Cyclisme sur route   |          |

## Sites à l'extérieur de Pékin
| Site                                     | Sport      | Capacité |
| ---------------------------------------- | ---------- | -------- |
| Centre Nautique International de Qingdao | Voile      |          |
| Stade de Shanghai                        | Football   | 80 000   |
| Stade de Qinhuangdao                     | Football   | 33 572   |
| Centre équestre de Hong Kong             | Équitation |          |
| Centre olympique de Tianjin              | Football   | 60 000   |
| Stade de Shenyang                        | Football   | 60 000   |